# العقبان السوداء
فريق العقبان السوداء، (بالإنجليزية: Black Eagles aerobatic team)‏. هو فريق الاستعراض الجوي الثالث والخمسين، يلقب بـ العقبان السوداء ، فريق عرض الاستعراض الجوي لسلاح الجو الكوري الجنوبي ومقرها في وونجو ، مقاطعة غانغوون (مقاطعة كوريا الجنوبية).

## خلفية تاريخية
لقد عمل فريق العقبان السوداء في مناسبات مختلفة من الاحتفالات الوطنية. تم تشكيل الفريق الدائم في البداية في 12 ديسمبر 1994 وحلّق على متن ست طائرات من طراز سيسنا أي-37 دراغونفلاي. حل الفريق مؤقتًا بعد معرض طيران سيول 2007 وتم إصلاحه عند وصول طائراتهم الجديدة تي-50 العقاب الذهبي التي تحمل اسم T-50B في عام 2010.